# Guyra Paraguay

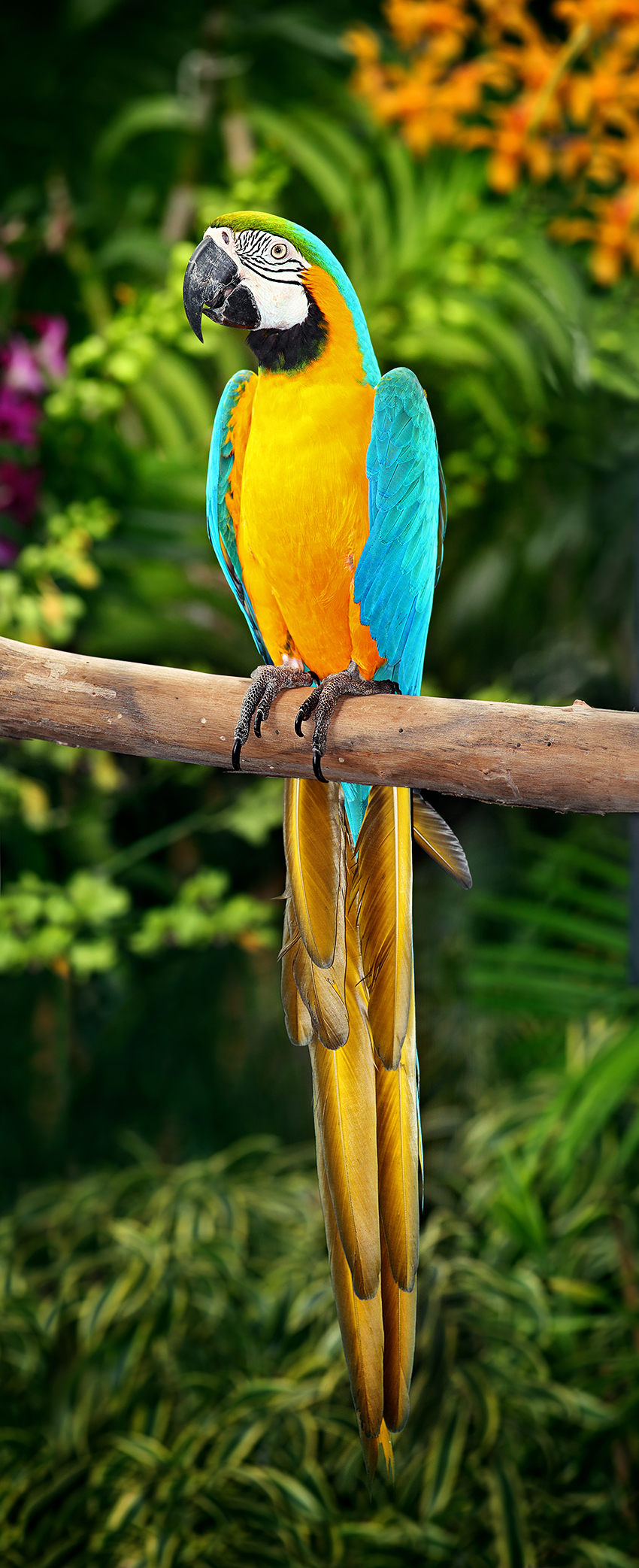
El Ara ararauna es una de las especies en grave peligro de extinción en el país según advierte Guyra Paraguay

La Asociación Guyra Paraguay es una organización de la sociedad civil sin fines de lucro que trabaja junto con la población local en la defensa y protección de la diversidad biológica del Paraguay, con el fin de asegurar el espacio vital necesario para que las futuras generaciones puedan conocer muestras representativas de la riqueza natural del Paraguay.
Desde sus inicios en 1997,  Guyra Paraguay (Birding Paraguay) desarrolla proyectos y programas de conservación de la naturaleza, principalmente en lo que respecta a la protección de especies autóctonas en peligro de extinción, preferentemente aves. Guyra Paraguay promociona además de las políticas públicas adecuadas, la investigación, la sensibilización, la participación activa y responsable de la sociedad, y la conservación de sitios y de sus procesos ecológicos.
Guyra Paraguay coopera con otras iniciativas de promoción y conservación del medio ambiente, tales como Áreas Importantes para la Conservación de las Aves (AICA) -Important Bird Areas (IBA)-, A Todo Pulmón Paraguay Respira y el Instituto Life, además de BirdLife International.

## Acciones
Guyra Paraguay es una de las organizaciones ecologistas más importantes de Paraguay. Entre otras cosas ha logrado la sistematización y digitalización de los datos de inventario biológico para todas las áreas protegidas del país, incluyendo los metadatos, que cubren las fuentes individuales. Todos los datos y metadatos están disponibles en línea, incluyendo más de 2.000 imágenes de la diversidad biológica del Paraguay.
Asimismo, ha logrado en muchas ocasiones la aplicación local de la legislación medioambiental, práctica poco común en el país sudamericano. Guyra, ha participado activamente a nivel nacional, regional y mundial en la aplicación y el seguimiento de los convenios ambientales, incluida la Convention on Biological Diversity (CBD), United Nations Framework Convention on Climate Change (UNFCCC), Convention on Migratory Species (CMS) y Ramsar.